# Mieån
Der Mieån ist ein 48 km langer Fluss in Südschweden. Er verläuft vom  Kratersee Mien in südlicher Richtung und mündet bei Karlshamn in die Ostsee.